# Claude Adam

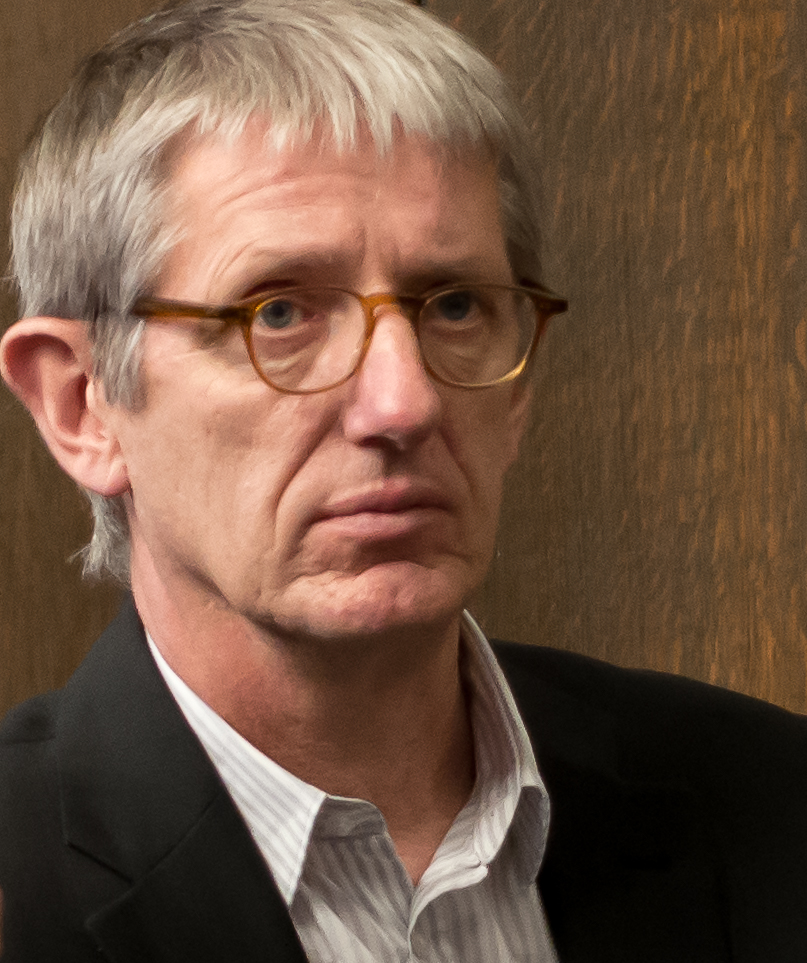
Claude Adam (2016)

Claude Adam (* 21. August 1958 in Ettelbrück) ist ein luxemburgischer Politiker (déi gréng).

## Leben
Er hat seine Berufskarriere als Lehrer in Kehmen, Mersch und Bissen begonnen. Nach seinen Studien an der Pädagogischen Hochschule Heidelberg zwischen 2000 und 2002 war er Schulinspektor in Sassenheim (Luxemburg) und Petingen. Seit 2008 hält er Vorlesungen an der Universität Luxemburg.

## Themen
Durch seinen Beruf ist Claude Adam hauptsächlich im Bereich Bildung politisch engagiert.
Ein zweiter Schwerpunkt ist die Außenpolitik. Seit 2014 vertritt er die Grünen in der außenpolitischen Kommission und ist auch Mitglied in der parlamentarischen Versammlung des Europarates, und der Abgeordnetenkammer.

## Gemeindepolitik
Von 1999 bis Dezember 2004 war Claude Adam Schöffe in Mersch und von Januar 2005 bis Ende 2013 saß er im Gemeinderat.

## Landespolitik
Claude Adam ist 1999 zum ersten Mal auf einer Liste der Grünen angetreten, hat den Sprung ins Abgeordnetenhaus aber knapp verpasst. Bei den Wahlen vom 13. Juni 2004 bekam er allerdings die dritt-meisten Stimmen auf der grünen Liste und damit ein Abgeordnetenmandat. 2009 wurde er sofort wieder gewählt und 2013 ist er nach den vorgezogenen Wahlen vom 20. Oktober, nachdem François Bausch Minister wurde, in die Chambre des Députés ‚nachgerutscht‘.
Er ist Vize-Präsident der Commission de l’Enseignement supérieur, de la Recherche, des Médias, des Communications et de l’Espace in der Chambre des Députés.